# Estènel (poeta)
Estènel (en llatí Sthenelus, en grec antic Σθένελος) fou un poeta tràgic grec contemporani d'Aristòfanes.
Aristòfanes el va atacar a Les vespes. Uns escolis d'aquesta obra diuen que era actor tràgic, cosa que és un error, perquè Valeri Harpocració diu expressament que era poeta tràgic. A més, altres fonts confirmen que era escriptor, com Aristòtil, que el menciona juntament amb Cleofó d'Atenes i els posa com a exemple d'aquells poetes que trien bé les paraules però no es fixen en el conjunt de la frase i també el poeta còmic Plató, que el va acusar de plagi. Aristòfanes ridiculitza els seus textos insípids i diu "Com em menjaré les paraules d'Estènel, submergint-les en vinagre o posant-les en sal seca?".
No queden restes de la seva obra excepte un únic vers preservat per Ateneu de Naucratis, que com que és un hexàmetre, difícilment pot pertànyer a una tragèdia. S'ha suposat que va compondre elegies.
No se sap quan de temps va viure, però com que no se'l menciona a Les granotes es creu que havia mort abans del 406 aC quan es va exhibir aquesta obra.